# Cremanthodium helianthus
Cremanthodium helianthus là một loài thực vật có hoa trong họ Cúc. Loài này được (Franch.) W.W.Sm. mô tả khoa học đầu tiên năm 1924.